# Gliazelle
Gliazelle (kurz Glia) ist ein Sammelbegriff für Zellen im Nervengewebe, die sich strukturell und funktionell von den Nervenzellen (Neuronen) abgrenzen lassen.  
Nach heutigen Erkenntnissen bilden Gliazellen nicht nur ein Stützgerüst für Nervenzellen, sondern sorgen auch durch ihre Umhüllung für deren elektrische Isolation. Weiterhin sind Gliazellen maßgeblich an Stofftransport und Flüssigkeitsaustausch sowie an der Aufrechterhaltung der Homöostase im Gehirn beteiligt. Darüber hinaus wirken sie auch im Prozess der Informationsverarbeitung, -speicherung und -weiterleitung mit, wobei die Menge des von ihnen gebildeten Myelins entscheidend ist.
Etwa die Hälfte der Zellen im menschlichen Gehirn sind Gliazellen, ähnlich wie bei anderen Primaten. Gliazellen sind meist kleiner als die Nervenzellen, aber im Unterschied zu diesen variiert ihre durchschnittliche Zellmasse im Nervengewebe nur gering bei verschiedenen Säugetierspezies. In deren Hirnstrukturen hängt das jeweilige Verhältnis von Glia zu Neuronen nach Anzahl und Volumen hauptsächlich von der durchschnittlichen Neuronengröße ab.
Fast alle Gliazellen stammen (wie die Nervenzellen) vom ektodermalen Keimblatt ab, genauer vom Neuroektoderm (Neuroglia); lediglich die Mikroglia (Mesoglia) sind mesodermalen Ursprungs.

## Geschichte
Der Entdecker der Gliazellen war Mitte des 19. Jahrhunderts Rudolf Virchow. Er vermutete eine Stütz- und Haltefunktion und gab den Zellen deshalb den Namen Gliazellen, abgeleitet aus dem griechischen Wort glia für „Leim“. 
Ende des 19. Jahrhunderts gelang es Santiago Ramón y Cajal, Pío del Río Hortega und Camillo Golgi, sie mittels unterschiedlicher Silberimprägnation (Golgi-Färbung) noch detaillierter zu klassifizieren. 

## Gliazelltypen
Es werden verschiedene Typen unterschieden. Im Zentralnervensystem finden sich:
- Neuroglia, weiter unterteilt in:
  - Astroglia (Astrozyten)
  - Oligodendroglia (Oligodendrozyten)
  - Ependymzellen
  - Plexusepithelzellen
- Radialglia
- Mikroglia (Mesoglia, Hortega-Zellen, residentielle Makrophagen)
- Müllerzellen in der Netzhaut

Im peripheren Nervensystem finden sich:
- Schwann-Zellen (Periphere Glia)
- Mantelzellen (Satellitenzellen, Amphizyten)
- Teloglia der motorischen Endplatte

Darüber hinaus werden den Gliazellen folgende Zellen zugerechnet:
- Stützzellen des Sinnesepithels
- Pituizyten sind Gliazellen, die nur in der Neurohypophyse zu finden sind (sie beeinflussen Transport, Speicherung und Freigabe der Hormone in den Nervenfasern)

### Astroglia
Die Astroglia (Astrozyten) bilden die Mehrheit der Gliazellen im zentralen Nervensystem von Säugetieren. Es sind sternförmig verzweigte Zellen, deren Fortsätze Grenzmembranen zur Gehirnoberfläche (bzw. Pia mater) und zu den Blutgefäßen bilden.
Es sind zwei Typen von Astrozyten bekannt:
- Faserglia (Astrocytus fibrosus – auch: Langstrahler), fibrillenreich, vor allem in der weißen Substanz. Im Elektronenmikroskop durch zahlreiche Mikrotubuli und intrazelluläre Faserstrukturen charakterisiert
- Protoplasmatische Glia (Astrocytus protoplasmaticus – auch: Kurzstrahler) vor allem in der grauen Substanz

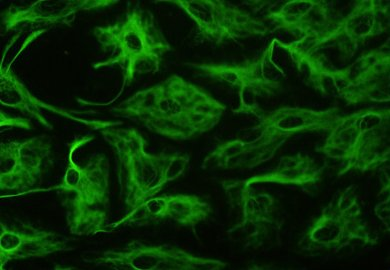
Astroglia (Immunfluoreszenzdarstellung des GFAP)

Astrozyten sind maßgeblich an der Flüssigkeitsregulation im Gehirn beteiligt und sorgen für die Aufrechterhaltung des Kalium-Haushaltes. Die während der Erregungsleitung in Nervenzellen frei werdenden Kalium-Ionen werden vor allem durch eine hohe Kalium-Leitfähigkeit und zum Teil auch durch K+- und Cl−-Kotransporter in die Gliazellen aufgenommen. Damit regulieren sie auch den extrazellulären pH-Haushalt im Gehirn.
Astrozyten sind tragendes Element des Mikrokreislaufs zur Abfallentsorgung in Gehirn und Rückenmark (ZNS) des 2012 entdeckten glymphatischen Systems. Liquor, der über den Virchow-Robin-Raum rund um die Arterien in alle Bereiche des ZNS gelangt, wird über Endfüßchen der Astrozyten direkt vom Virchow-Robin-Raum aufgenommen, im Zellzwischenraum verteilt und am Ende – unter Mitnahme von Abfallstoffen – entlang der Außenwände der Venen wieder aus dem ZNS ausgeschwemmt.
Astrozyten nehmen an der Informationsverarbeitung am Gehirn teil. Sie enthalten in Vesikeln Glutamat, das bei seiner exozytotischen Freisetzung benachbarte Neurone aktiviert.
Astrozyten bilden nach Durchtrennung der Axone von Nervenzellen „Glianarben“, die maßgeblich daran beteiligt sind, das neuerliche Auswachsen der Axone zu verhindern. Dies stellt ein zentrales Problem für Patienten mit Querschnittlähmung dar.
In Astrozyten kommt als Marker das Intermediärfilament GFAP (glial fibrillary acidic protein, „saures Gliafaserprotein“) vor, welches somit zum Nachweis von zentralnervösem Gewebe z. B. in Fleischprodukten verwendet werden kann, was insbesondere in Hinblick auf BSE an Bedeutung gewonnen hat. Die Bildung des Proteins wird durch krankhafte Veränderungen im Hirngewebe verstärkt.
Eine spezielle Form von Astrozyten ist die Radialglia, deren Hauptausläufer z. B. die Molekularschicht in etwa parallel durchziehen und in Endfüßen an der Pia mater enden. Sie spielen eine wichtige Rolle als Leitstrukturen in der frühen Hirnentwicklung von Vertebraten (Wirbeltieren). Im ausgereiften (Säuger-)Gehirn sind sie nur noch im Kleinhirn (Bergmannglia) und in der Retina (Müllerglia) vorhanden.

### Oligodendroglia
Oligodendroglia (Oligodendrozyten) bilden das Myelin, die elektrische Isolation der Axone der Nervenzellen im Gehirn bzw. Zentralnervensystem. Sie entsprechen damit den Schwannschen Zellen im peripheren Nervensystem. Allerdings unterscheiden sie sich prinzipiell, denn ein Oligodendrozyt kann Axonabschnitte mehrerer Nervenzellen umwickeln, während eine myelinbildende Schwannsche Zelle immer nur ein neuronales Axon umwickelt. Die Evolution von Oligodendrozyten wird als Voraussetzung der Großhirnentwicklung bei Chordatieren angesehen.
Astroglia und Oligodendroglia werden von manchen Autoren auch unter Makroglia zusammengefasst in Abgrenzung zur:

### Mikroglia
Mikrogliazellen (auch als Hortega-Zellen oder Mesoglia bezeichnet) machen ca. 20 % aller Gliazellen aus. Sie sind der einzige Zelltyp des Parenchyms des zentralen Nervensystems (ZNS), bei dem es sich weder um eine neuronale, noch um eine vaskuläre Zelle handelt, vielmehr stellen die mikroglialen Zellen die residenten (ansässigen) inflammatorischen Zellen des ZNS dar. Eine Besonderheit der Mikrogliazellen ist, dass es sich bei ihnen sowohl um Gliazellen des ZNS als auch um einen einzigartigen Typ mononukleärer Phagozyten handelt. Dabei fungieren sie nicht nur als Fresszellen der Immunabwehr im ZNS, sondern sorgen auch für die richtige Anzahl neuronaler Vorläuferzellen während der Entwicklung des ZNS.
Da Antikörper die Blut-Hirn-Schranke nicht passieren können, stehen Mikrogliazellen für die Hauptform der aktiven Immunabwehr im ZNS. Ihre Aufgabe besteht in der Erkennung und Beseitigung potenzieller pathogen wirkender Substanzen. Sie schützen so in erster Linie die nicht regenerierbaren Neuronen des ZNS vor irreversiblen Schäden. Durch die Vermittlung inflammatorischer Immunantworten unterstützen sie darüber hinaus die Nervenzellen bei der Regeneration nach einer Verletzung. Sie haben mithin eine ähnliche Funktion wie Makrophagen in anderen Geweben, da sie Zellreste abgestorbener Nervenzellen und Oligodendrozyten durch Phagozytose beseitigen. Mikroglia entstehen in der Embryonalentwicklung aus Vorläuferzellen im Dottersack und nicht wie die restlichen Zellen des Nervensystems aus der Neuralleiste und dem Neuralrohr, also dem Ektoderm. Zu den Antigen-präsentierenden Zellen gehörend, ist für ihre Funktion eine molekulare Aktivierung notwendig. So hat man beispielsweise eine Aktivierung nach Schädeltraumata, bei Erkrankungen wie der multiplen Sklerose oder bei erblichen Leukodystrophien beobachtet. Auffällig ist u. a. das Territorialverhalten der Mikroglia: Zwischen zwei Zellen ist immer ein gewisser Abstand vorhanden.
Auch Schizophreniepatienten haben deutlich mehr aktivierte Mikrogliazellen im Gehirn als Gesunde.

#### Morphologie
Ein Hinweis auf die Zugehörigkeit der Mikroglia zum monozytären Phagozytensystem sind ihr Vorkommen als ruhende und aktive Zellen. Dieses Verhalten wird bei Makrophagen ebenfalls beobachtet.
- Ruhende Mikroglia weisen heterochromatinreiche Zellkerne auf sowie elektronendichtes Zytoplasma. Hier befinden sich neben typischen Organellen vor allem Lysosomen und Vimentinfilamente als Bestandteile des Zytoskeletts. Die Zellform ist geprägt durch feinen, unregelmäßigen Fortsatzreichtum.
- Aktive Mikroglia reagieren auf Verletzungen des ZNS mit Hypertrophie und Proliferation. Sie unterscheiden sich von den inaktiven Formen durch stärker entwickelte Fortsätze.

#### Funktion
Reaktive Mikroglia weisen charakteristische Verhaltensweisen auf. Nach ihrer Aktivierung kommt es zur Ansammlung der Zellen am Ort der Läsion, was durch die Fähigkeit zur amöboiden Fortbewegung ermöglicht wird. Anschließend werden durch Phagozytose bzw. Exozytose zytotoxischer Stoffe wie Wasserstoffperoxid oder Stickstoffmonoxid abgestorbene Zellsubstanzen und Fremdkörper beseitigt. Nach Abbau von defekten körpereigenen und fremden Bestandteilen geben sie spezifische Zytokine (Interleukin-1, Tumor-Nekrose-Faktor α, Interferon-γ) in den Extrazellularraum ab, was die Astrozytenproliferation und die Bildung von Glianarben initiiert, wodurch weitere Immunreaktionen inhibiert werden.

## Ependym
Ependymzellen bilden die einschichtige Auskleidung des Hohlraumsystems im Zentralnervensystem.

## Erkrankungen
Durch Störung der Entwässerungsfunktion der Astrozyten oder Schädigung der Blut-Hirn-Schranke kann ein Hirnödem entstehen. Häufigere Tumoren sind Gliome wie das Astrozytom, das Oligodendrogliom und das Glioblastom.